# You Never Give Me Your Money
A You Never Give Me Your Money a The Beatles együttes 1969-es dala az Abbey Road albumról. A dal szerzője Paul McCartney, és Lennon–McCartney szerzeményként jelölték. A dal az albumon található zenei egyveleg bevezető része és az első dal, melyet az egyvelegből felvettek stúdióban.
A dalt McCartney írta még a Lindával eltöltött vidéki utazásuk alatt. A mű a Get Back felvételek utáni felfordulást festi le. A dal egyes értelmezések szerint az együttes körüli pénzügyi nehézségekről szól, más értelmezés szerint a szöveg Allen Kleint célozza meg (aki miatt feszültségek alakultak ki).  
Az album második oldalán található hosszú egyveleg McCartney ötlete volt, melyet az együttes többi tagja is támogatott. A dallama emlékeztet a Golden Slumbers című száméra. Ezt a dalt vették fel elsőnek az egyvelegből. Mivel ekkor nem volt ismert a többi dal sorrendje, így 3 perc 2 másodperc volt a dal eredeti hossza. Majd később ehhez rögzítettek szélharang hangokat és szalaghurkokat, hogy a Sun King dalt felvezesse. A dalon két és fél hónapon át dolgoztak: először is a dalt harminchat alkalommal játszotta fel felvételre, melyből szerzője a 30. felvételt tartotta alkalmasnak. Ehhez júliusban felvették a zenei hangzást (ekkor rövid időre John Lennon kiesett, mert kórházba került), majd két éht múlva további változatokat vettek fel a dalhoz.  

## Közreműködött
Ian MacDonald szerint:

### The Beatles
- Paul McCartney – többszörözött ének, vokálok, zongorák, basszusgitár, gitárok, szélharang, szalaghurkok
- John Lennon – vokálok, gitárok
- George Harrison  – vokálok, gitárok
- Ringo Starr – dob, tamburin